# Campeonato Amazonense Segunda Divisão 2017
In 2017 werd het 21ste Campeonato Amazonense Segunda Divisão gespeeld voor clubs uit Braziliaanse staat Amazonas. De competitie werd georganiseerd door de FAF en werd gespeeld van 29 januari tot 2 maart. Holanda werd kampioen.
Het was de eerste competitie sinds 2014. Normaliter zouden ook Clíper en Sul América aantreden, maar zij trokken zich voor de start van de competitie terug. 

## Eerste fase
| Plaats | Club         | Wed. | W | G | V | Saldo | Ptn. |
| ------ | ------------ | ---- | - | - | - | ----- | ---- |
| 1.     | Penarol      | 3    | 2 | 1 | 0 | 5:3   | 7    |
| 2.     | Holanda      | 3    | 2 | 0 | 1 | 6:1   | 6    |
| 3.     | Tarumã       | 3    | 1 | 1 | 1 | 4:4   | 4    |
| 4.     | CDC Manicoré | 3    | 0 | 0 | 3 | 1:8   | 0    |

|  | Geplaatst voor finale |

## Tweede fase
| Plaats | Club         | Wed. | W | G | V | Saldo | Ptn. |
| ------ | ------------ | ---- | - | - | - | ----- | ---- |
| 1.     | Holanda      | 3    | 3 | 0 | 0 | 9:3   | 9    |
| 2.     | CDC Manicoré | 3    | 1 | 1 | 1 | 3:4   | 4    |
| 3.     | Penarol      | 3    | 1 | 0 | 2 | 1:2   | 3    |
| 4.     | Tarumã       | 3    | 0 | 1 | 2 | 1:5   | 1    |

|  | Geplaatst voor finale |

## Totaalstand
| Plaats | Club         | Wed. | W | G | V | Saldo | Ptn. |
| ------ | ------------ | ---- | - | - | - | ----- | ---- |
| 1.     | Holanda      | 6    | 5 | 0 | 1 | 15:4  | 15   |
| 2.     | Penarol      | 6    | 3 | 1 | 2 | 6:5   | 10   |
| 3.     | Tarumã       | 6    | 1 | 2 | 3 | 5:9   | 5    |
| 4.     | CDC Manicoré | 6    | 1 | 1 | 4 | 4:12  | 4    |

|  | Promotie |

## Finale
De finale tussen Penarol en Holanda werd niet gespeeld vanwege het overlijden van de voorzitter van Penarol. De club schonk de  titel zo aan Holanda. Beide clubs begonnen twee weken later al aan de competitie in de hoogste klasse die dan afgetrapt werd. 

### Kampioen
| Campeonato Amazonense de Segunda Divisão de 2017 |
| Amazonas                                         |
| ------------------------------------------------ |
| HOLANDA Kampioen (2° titel)                      |